# Ardisia glomeriflora
Ardisia glomeriflora là một loài thực vật có hoa trong họ Anh thảo. Loài này được J.F.Morales mô tả khoa học đầu tiên năm 1997.